# Jieguanting (köpinghuvudort i Kina, Shaanxi, lat 33,27, long 106,25)
Jieguanting är en köpinghuvudort i Kina. Den ligger i provinsen Shaanxi, i den nordvästra delen av landet, omkring 270 kilometer sydväst om provinshuvudstaden Xi'an. Antalet invånare är 10 184. Befolkningen består av 4 683 kvinnor och 5 501 män. Barn under 15 år utgör 10,0 %, vuxna 15-64 år 80 %, och äldre över 65 år 9,0 %.
Runt Jieguanting är det ganska tätbefolkat, med 86 invånare per kvadratkilometer. Närmaste större samhälle är Xiakouyi, 15,8 km öster om Jieguanting. I omgivningarna runt Jieguanting växer i huvudsak blandskog.
Genomsnittlig årsnederbörd är 1 059 millimeter. Den regnigaste månaden är juli, med i genomsnitt 243 mm nederbörd, och den torraste är december, med 2 mm nederbörd.